# Hebetula muroides
Hebetula muroides är en tvåvingeart som först beskrevs av Debenham 1974.  Hebetula muroides ingår i släktet Hebetula och familjen svidknott. Inga underarter finns listade i Catalogue of Life.